# José Ruiz Blasco
José Ruiz Blasco (castellà: José Ruiz y Blasco)  (Màlaga, 12 d'abril de 1838 - Barcelona, 3 de maig de 1913) va ser un pintor andalús, pare del pintor Pablo Picasso.
Va formar-se a Málaga on va arribar a ser catedràtic a l'Escuela de Bellas Artes de Màlaga i conservador del museu provincial. Va ser particularment influït pels valencians Antonio Muñoz Degrain i Bernat Ferrandis i Badenes. Va viure a La Corunya i posteriorment a Barcelona, on va aconseguir una càtedra a l`Escola de la Llotja.
Durant la seva carrera va especialitzar-se en bodegons, paisatges i coloms. Va tenir tres fills; Pablo, Lola i Conchita. Va orientar i protegir els inicis de la carrera del seu fill Pablo, que el va retratar en alguna de les seves primeres obres.